# Megan Vaughan

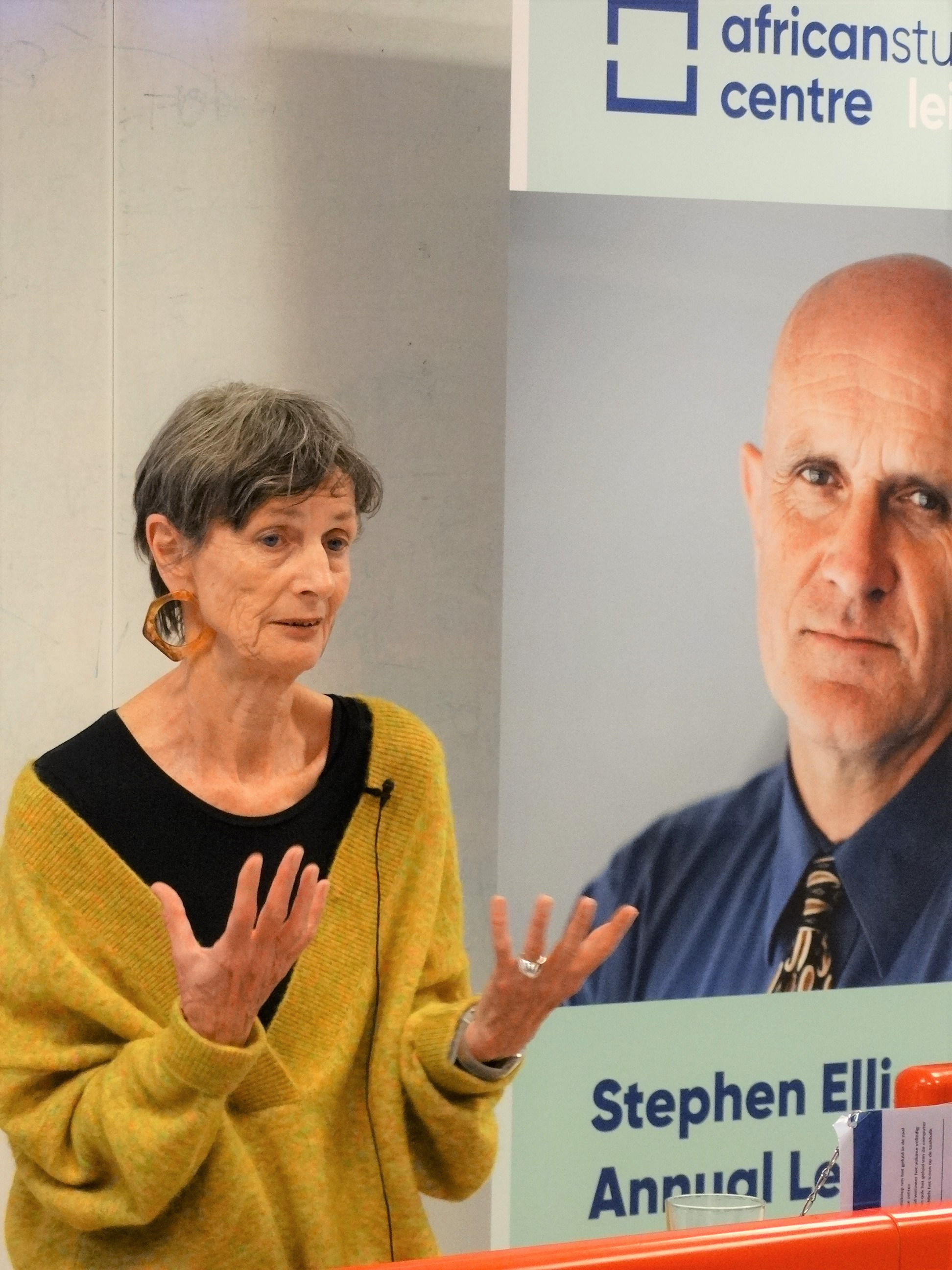
Megan Vaughan impartint la conferència Stephen Ellis de 2022 "Àfrica a l'època del Coronavirus - Biologia, història i política",al African Studies Center Leiden, 1 de desembre de 2022.

Megan Vaughan, FBA , FRHistS és una historiadora i professora britànica especialitzada en la història de l'Àfrica Oriental i Central. Des d'octubre de 2015, és professora d'Història i Salut d'Àfrica a l'Institut d'Estudis Avançats del University College de Londres. Del 2002 al 2016 va ser professora Smuts Professor of Commonwealth History a la Universitat de Cambridge.

## Reconeixements
El 1995, Vaughan i Henrietta Moore van rebre el premi Herskovits de l'African Studies Association pel seu llibre Cutting Down Trees: Gender, Nutrition, and Agricultural Change in the Northern Province of Zambia, 1890-1990. El 2006, va ser guardonada amb el Premi Heggoy d'Història Colonial Francesa per la Societat Històrica Colonial Francesa pel seu llibre Creating the Creole Island: Slavery in Eighteenth-century Mauritius.
El 2002, Vaughan va ser escollida membre de l'Acadèmia Britànica, l'acadèmia nacional d'humanitats i ciències socials del Regne Unit. El 17 de juliol de 2015, la Universitat de Kent li va concedir el títol de Doctora de Lletres Honoris Causa en Lletres (DLitt) "en reconeixement de la seva contribució a l'estudi de la història del món".

## Obres seleccionades
- Hirschmann, David; Vaughan, Megan. Women Farmers of Malawi: Food Production in the Zomba District.  Berkeley, CA: Institute of International Studies, University of California, Berkeley, 1984. ISBN 978-0877251583.
- Vaughan, Megan. The story of an African famine: gender and famine in twentieth-century Malawi.  Cambridge: Cambridge University Press, 1987. ISBN 978-0521329170.
- Vaughan, Megan. Curing their ills: colonial power and African illness.  Cambridge: Polity Press, 1991. ISBN 978-0745607801.
- Moore, Henrietta L.; Vaughan, Megan. Cutting down trees: gender, nutrition, and agricultural change in the northern province of Zambia, 1890-1990.  Portsmouth: Heinemann, 1994. ISBN 978-0435080884.
- Vaughan, Megan. Creating the Creole island: slavery in eighteenth-century Mauritius.  Durham, N.C.: Duke University Press, 2005. ISBN 978-0822334026.
- Vaughan, Megan. Mahone. Psychiatry and Empire.  Basingstoke: Palgrave Macmillan, 2007. ISBN 978-1403947116.
- Kalusa, Walima T.; Vaughan, Megan. Death, Belief and Politics in Central African History.  Lusaka, Zambia: Lembani Trust, 2013. ISBN 978-9982680011.